# Numero indice
Un numero indice (o semplicemente indice) è un numero che esprime il variare dell'intensità di un dato fenomeno in circostanze diverse. Vi sono ad esempio gli indici di prezzo, che esprimono l'andamento nel tempo del livello dei prezzi in una data area geografica, e le parità dei poteri d'acquisto, che consentono di confrontare i livelli dei prezzi in località diverse in un dato momento.

## Numeri indice semplici
Un numero indice semplice è il rapporto tra due numeri. Vi sono numeri indice temporali e territoriali. Ad esempio:
- la popolazione residente in Italia ammontava a 58.462.375 unità al 1º gennaio 2005, diventate poi 58.751.711 al 1º gennaio 2006 e 59.131.287 al 1º gennaio 2007; il numero indice temporale che misura l'incremento dal 2005 al 2007 è:

{\displaystyle \ I_{2005,2007}={\frac {59.131.287}{58.462.375}}=1,0114}
ovvero la popolazione residente è aumentata dell'1,14%;
- la popolazione residente nella Lombardia e nella Campania al 1º gennaio 2007 ammontava, rispettivamente, a 9.545.441 ed a 5.790.187; il numero indice territoriale:

{\displaystyle \ I_{C,L}={\frac {9.545.441}{5.790.187}}=1,6486}
ci dice che, al 1º gennaio 2007, la popolazione residente della Lombardia superava quella della Campania del 64,86%.
Si usa spesso moltiplicare il numero indice per 100; in tal modo si usano meno cifre decimali e basta sottrarre 100 per ottenere la variazione percentuale. A rigore, tuttavia, il numero indice è il semplice rapporto tra le due grandezze considerate.
La grandezza posta al denominatore viene detta base dell'indice.
Se si confrontano solo due momenti o due luoghi gli indici vengono detti bilaterali, multilaterali se si considerano più di due momenti o luoghi. Gli indici multilaterali possono essere:
- a base fissa: si sceglie un momento o luogo che funge da base per i restanti; ad esempio, considerando l'andamento nel tempo della popolazione residente in Italia e prendendo come base il 1º gennaio 2005, si ha:
  - numero indice per la popolazione al 1º gennaio 2006:{\displaystyle \ I_{2005,2006}={\tfrac {58.751.711}{58.462.375}}=1,0049};
  - numero indice per la popolazione al 1º gennaio 2007:{\displaystyle \ I_{2005,2007}=1,0114};
- a base mobile: ciascun indice viene calcolato rispetto ad una base diversa, ad esempio ciascun anno con il precedente, ciascun luogo con quello immediatamente adiacente; nel caso della popolazione residente in Italia si ha:
  - numero indice per la popolazione al 1º gennaio 2006:{\displaystyle \ I_{2005,2006}=1,0049};
  - numero indice per la popolazione al 1º gennaio 2007:{\displaystyle \ I_{2006,2007}={\tfrac {59.131.287}{58.751.711}}=1,0065}.

Nel caso dei numeri indice semplici, si ha sempre la possibilità di passare da indici a base mobile ad indici a base fissa e viceversa; infatti, indicando con 0 la base fissa e con S,T due luoghi o tempi diversi, per una qualsiasi grandezza X si ha:
{\displaystyle \ I_{0,T}={\frac {X_{T}}{X_{0}}}={\frac {X_{T}}{X_{S}}}\cdot {\frac {X_{S}}{X_{0}}}=I_{0,S}\cdot I_{S,T}}
nonché:
{\displaystyle \ I_{S,T}={\frac {X_{T}}{X_{0}}}\cdot {\frac {X_{0}}{X_{S}}}={\frac {I_{0,T}}{I_{0,S}}}}
Ad esempio, noti gli indici a base mobile della popolazione residente (2007 sul 2006 e 2006 sul 2005), si può calcolare l'indice del 2007 con base 2005 semplicemente moltiplicandoli:
{\displaystyle \ I_{2005,2007}=I_{2005,2006}\cdot I_{2006,2007}=1,0049\cdot 1,0065=1,0114}
Analogamente, noti gli indici a base fissa 2005 si ha:
{\displaystyle I_{2006,2007}={\frac {I_{2005,2007}}{I_{2005,2006}}}={\frac {1,0114}{1,0049}}=1,0065}

## Numeri indice complessi
Vi sono aggregati, quali i consumi delle famiglie o le vendite delle imprese, che possono variare in funzione sia delle quantità o volumi dei beni acquistati o venduti, sia dei loro prezzi. In tali casi si usano numeri indice complessi, che diano soluzione al seguente problema:
- siano {\displaystyle p_{i}^{0}} e {\displaystyle q_{i}^{0}}, rispettivamente, il prezzo e la quantità (o volume) dell'i-esimo bene o servizio (i = 1,2,...,N) al tempo (o nella località) 0;
- siano {\displaystyle p_{i}^{1}} e {\displaystyle q_{i}^{1}}, rispettivamente, il prezzo e la quantità (o volume) dell'i-esimo bene o servizio al tempo (o nella località) 1;
- siano{\displaystyle \ V^{0}=\sum _{i=1}^{N}p_{i}^{0}q_{i}^{0}} e {\displaystyle \ V^{1}=\sum _{i=1}^{N}p_{i}^{1}q_{i}^{1}}, rispettivamente, i valori (spesa delle famiglie, vendite delle imprese, ecc.) al tempo (o nella località) 0 e al tempo (o nella località) 1;
- sia {\displaystyle \ p^{0}} l'insieme dei prezzi {\displaystyle \ p_{1}^{0},p_{2}^{0},\dots ,p_{N}^{0}} di N beni o servizi al tempo (o luogo) 0, e siano definiti in modo analogo{\displaystyle \ q^{0},p^{1},q^{1}}; trovare un indice di prezzo{\displaystyle \ P(p^{0},q^{0},p^{1},q^{1})} ed un indice di quantità{\displaystyle \ Q(p^{0},q^{0},p^{1},q^{1})} tali che:

{\displaystyle \ {\frac {V^{1}}{V^{0}}}=P(p^{0},q^{0},p^{1},q^{1})Q(p^{0},q^{0},p^{1},q^{1})}
tali cioè che sia possibile determinare le variazioni dei prezzi e delle quantità che hanno dato luogo alla variazione complessiva del valore.
Non si possono utilizzare indici semplici dei prezzi o delle quantità, in quanto i prezzi incidono sul valore complessivo secondo le quantità: una forte variazione di prezzo incide poco se relativa ad un bene la cui quantità acquistata o venduta è bassa, molto in caso contrario; analogamente, le quantità incidono sul valore complessivo secondo i prezzi. Sono quindi necessari indici dei prezzi in cui i prezzi siano ponderati con le quantità, indici di quantità in cui le quantità siano ponderate con i prezzi.
Sono possibili diversi approcci: statistico (o classico), assiomatico e (micro)economico, con importanti differenze secondo che si tratti di indici bilaterali o multilaterali.

### Numeri indice bilaterali
Si dicono bilaterali gli indici che esprimono la variazione di intensità di un fenomeno (in genere prezzi o quantità) tra due soli momenti o luoghi.

#### Approccio statistico
Nell'approccio statistico i prezzi vengono ponderati con le quantità del tempo (o luogo) scelto come base, con quelle del tempo (o luogo) per il quale l'indice viene calcolato, o con una loro media.
Analogamente viene fatto per gli indici di quantità. Nel seguito tuttavia si farà riferimento, per brevità, solamente ad indici relativi a variazioni di prezzo nel tempo.
In particolare, si hanno:
- l'indice di Laspeyres dei prezzi di un aggregato costituito da N beni, che è una media ponderata di N indici semplici di prezzo, nella quale si usano come pesi le quote del valore di ciascun bene sul valore complessivo come risultavano al tempo 0:

{\displaystyle \ P_{L}=\sum _{i=1}^{N}{\frac {p_{i}^{1}}{p_{i}^{0}}}w_{i}^{0}}
dove: {\displaystyle \ w_{i}^{0}={\frac {p_{i}^{0}q_{i}^{0}}{\sum _{i=1}^{N}p_{i}^{0}q_{i}^{0}}},\quad \sum _{i=1}^{N}w_{i}^{0}=1} e quindi:
{\displaystyle \ P_{L}={\frac {\sum _{i=1}^{N}{\frac {p_{i}^{1}}{p_{i}^{0}}}p_{i}^{0}q_{i}^{0}}{\sum _{i=1}^{N}p_{1}^{0}q_{i}^{0}}}={\frac {\sum _{i=1}^{N}p_{i}^{1}q_{i}^{0}}{\sum _{i=1}^{N}p_{i}^{0}q_{i}^{0}}}}
- l'indice di Paasche, che è una media armonica ponderata degli indici semplici, nella quale si usano come pesi le quote di valore al tempo corrente (quello relativamente al quale l'indice viene calcolato):

{\displaystyle P_{P}={\frac {1}{\sum _{i=1}^{N}\left({\frac {p_{i}^{1}}{p_{i}^{0}}}\right)^{-1}w_{i}^{1}}}={\frac {1}{\sum _{i=1}^{N}{\frac {p_{i}^{0}}{p_{i}^{1}}}w_{i}^{1}}}}
dove: {\displaystyle w_{i}^{1}={\frac {p_{i}^{1}q_{i}^{1}}{\sum _{i=1}^{N}p_{i}^{1}q_{i}^{1}}},\quad \sum _{i=1}^{N}w_{i}^{1}=1} e quindi:
{\displaystyle \ P_{P}={\frac {\sum _{i=1}^{N}p_{i}^{1}q_{i}^{1}}{\sum _{i=1}^{N}{\frac {p_{i}^{0}}{p_{i}^{1}}}p_{1}^{1}q_{i}^{1}}}={\frac {\sum _{i=1}^{N}p_{i}^{1}q_{i}^{1}}{\sum _{i=1}^{N}p_{i}^{0}q_{i}^{1}}}}
- l'indice di Fisher, media geometrica dei due precedenti:

{\displaystyle \ P_{F}={\sqrt {P_{L}\cdot P_{P}}}}
- l'indice di Marshall e Edgeworth, che usa la media aritmetica delle quantità tra il tempo 0 e il tempo 1:

{\displaystyle \ P_{ME}={\frac {\sum _{i=1}^{N}p_{i}^{1}{\frac {q_{i}^{0}+q_{i}^{1}}{2}}}{\sum _{i=1}^{N}p_{i}^{0}{\frac {q_{i}^{0}+q_{i}^{1}}{2}}}}}
- l'indice di Walsh, che usa la media geometrica delle quantità:

{\displaystyle P_{W}={\frac {\sum _{i=1}^{N}p_{i}^{1}{\sqrt {q_{i}^{0}q_{i}^{1}}}}{\sum _{i=1}^{N}p_{i}^{0}{\sqrt {q_{i}^{0}q_{i}^{1}}}}}}
- l'indice di Törnqvist, che è una media geometrica ponderata degli indici semplici, nella quale si usano come pesi le medie aritmetiche delle quote di valore dei beni sul valore complessivo:

{\displaystyle \ P_{T}=\prod _{i=1}^{n}\left({\frac {p_{i}^{1}}{p_{i}^{0}}}\right)^{\frac {v_{i}^{0}+v_{i}^{1}}{2}}}
dove: {\displaystyle \ v_{i}^{t}={\frac {p_{i}^{t}q_{i}^{t}}{\sum _{i=1}^{N}p_{i}^{t}q_{i}^{t}}}}.
L'indice di Laspeyres tende a sovrastimare l'aumento dei prezzi. Se il prezzo di un bene aumenta, infatti, normalmente la quantità di esso che viene consumata diminuisce; ne dovrebbe seguire un peso minore del bene al tempo 1, ma, usando il peso che il bene aveva al tempo 0, l'indice semplice del prezzo di quel bene viene aggiunto agli altri con un peso eccessivo.
L'indice di Paasche tende invece a sottostimare l'aumento dei prezzi per il motivo opposto: i prezzi dei beni che aumentano di più vengono ponderati secondo le quantità al tempo 1, quindi con pesi che già scontano la riduzione delle quantità conseguenti all'aumento di prezzo.
Gli indici di Marshall e Edgeworth e quello di Walsh sembrano risentire meno del problema, ma ne presentano un altro: nei confronti tra i prezzi di paesi diversi in uno stesso arco di tempo, la ponderazione risulta fortemente influenzata dal paese più grande.

#### Approccio assiomatico
Nell'approccio assiomatico si definiscono i test che un indice complesso deve superare per essere adeguato allo scopo per il quale viene elaborato.
Sono stati definiti numerosi test. I più usati sono:
1. identità: se prezzi e quantità sono uguali sia al tempo 0 che al tempo 1, l'indice deve valere 1; l'identità deve sussistere anche se tutte le quantità al tempo 0 vengono moltiplicate per uno stesso coefficiente α e tutte quelle al tempo 1 per uno stesso coefficiente β; ovvero, se{\displaystyle \ p^{1}=p^{0}} e {\displaystyle \ q^{1}=q^{0}}, allora per qualsiasi α>0 e per qualsiasi β>0:
   {\displaystyle \ P(p^{0},\alpha q^{0},p^{1},\beta q^{1})=1}
2. proporzionalità: se tutti i prezzi al tempo 1 sono moltiplicati per un coefficiente α>0, l'indice dei prezzi risulta anch'esso moltiplicato per α:
   {\displaystyle \ P(p^{0},q^{0},\alpha p^{1},q^{1})=\alpha P(p^{0},q^{0},p^{1},q^{1})}
3. indipendenza dall'unità di misura: l'indice deve rimanere invariato se cambia l'unità di misura (ad esempio, se si usano tonnellate invece che quintali per il grano, la quantità risulta divisa per 10 e il prezzo moltiplicato per 10; analogamente per altre merci), quindi per qualsiasi αi 0:
   {\displaystyle \ {\begin{aligned}P(&\alpha _{1}p_{1}^{0},\dots ,\alpha _{N}p_{N}^{0};\alpha _{1}^{-1}q_{1}^{0},\dots ,\alpha _{N}^{-1}q_{N}^{0};\alpha _{1}p_{1}^{1},\dots ,\alpha _{N}p_{N}^{1};\alpha _{1}^{-1}q_{1}^{1},\dots ,\alpha _{N}^{-1}q_{N}^{1})=P(p^{0},q^{0},p^{1},q^{1})\end{aligned}}}
4. determinatezza: l'indice non deve annullarsi né tendere all'infinito se uno dei termini elementari della formula si annulla o tende all'infinito (può succedere, ad esempio, se la quantità di un bene risulta nulla al tempo 0 o al tempo 1);
5. reversibilità delle basi:[4] l'indice al tempo 0 con base 1 deve essere il reciproco dell'indice al tempo 1 con base 0:
   {\displaystyle \ P(p^{1},q^{1},p^{0},q^{0})={\frac {1}{P(p^{0},q^{0},p^{1},q^{1})}}}
6. inversione dei fattori: l'indice che esprime la variazione del valore (prezzi per quantità) deve essere uguale al prodotto degli indici dei prezzi e delle quantità:
   {\displaystyle \ {\frac {V^{1}}{V^{0}}}=P(p^{0},q^{0},p^{1},q^{1})\cdot Q(p^{0},q^{0},p^{1},q^{1})}
7. transitività (o circolarità): se si hanno due indici bilaterali, l'uno dal tempo 0 al tempo 1 e l'altro dal tempo 1 al tempo 2, l'indice bilaterale dal tempo 0 al tempo 2 deve essere uguale al loro prodotto:
   {\displaystyle \ P(p^{0},q^{0},p^{2},q^{2})=P(p^{0},q^{0},p^{1},q^{1})\cdot P(p^{1},q^{1},p^{2},q^{2})}

Gli indici di Laspeyres e di Paasche soddisfano solo i primi quattro test.
L'indice di Törnqvist e quelli di Marshall e Edgeworth e di Walsh superano anche il test di reversibilità delle basi.
L'indice di Fisher supera tutti i test tranne la transitività.

#### Approccio microeconomico
Gli indici di Laspeyres e di Paasche, come già notato, risentono di una distorsione da sostituzione in quanto, usando come pesi l'uno le quantità al tempo 0 e l'altro quelle al tempo 1, non tengono conto dell'effetto sostituzione, cioè delle variazioni di quantità indotte da variazioni dei prezzi (i consumatori tendono, normalmente, a sostituire un bene il cui prezzo è aumentato con un altro il cui prezzo sia aumentato meno o diminuito).
L'approccio microeconomico tenta di tenere conto di tali variazioni delle quantità, assumendo che il consumatore reagisca a variazioni dei prezzi modificando le proprie abitudini di consumo in modo da mantenere costante il proprio livello di utilità, minimizzando la spesa. In altri termini, tenta di costruire un indice del costo della vita misurando l'aumento di spesa necessario per mantenere costante il grado di soddisfazione insito nel tenore di vita.
Si possono definire due indici, secondo che si consideri costante il livello di utilità iniziale o finale. In particolare, indicando con{\displaystyle \ C(p^{a},u(q^{b}))} la funzione di spesa, cioè l'esborso minimo necessario, dato il vettore dei prezzi pa, a raggiungere il livello di utilità garantito dal consumo del paniere qb, abbiamo:
- l'indice di Könus-Laspeyres:

{\displaystyle \ P_{KL}(p^{0},q^{0},p^{1},q^{1})={\frac {C(p^{1},u(q^{0}))}{C(p^{0},u(q^{0}))}}}
- l'indice di Könus-Paasche:

{\displaystyle \ P_{KP}(p^{0},q^{0},p^{1},q^{1})={\frac {C(p^{1},u(q^{1}))}{C(p^{0},u(q^{1}))}}}
Si tratta di indici non concretamente applicabili, per l'impossibilità di rilevare le funzioni di utilità (oppure, equivalentemente, le curve di indifferenza o le preferenze rivelate) per l'intera popolazione.
Si può tuttavia osservare che:
- come già notato, l'indice di Laspeyres tende a sovrastimare l'aumento dei prezzi, quello di Paasche a sottostimarlo; in generale, quindi, si avrà:

{\displaystyle P_{P}\leq P_{L}};
- l'indice di Könus-Laspeyres è minore di quello di Laspeyres, in quanto tiene conto del minor consumo dei beni il cui prezzo relativo è aumentato;
- l'indice di Könus-Paasche è maggiore di quello di Paasche, in quanto tiene conto del maggior consumo che si aveva inizialmente dei beni il cui prezzo relativo è aumentato;
- l'indice di Fisher, essendo media geometrica di quelli di Laspeyres e di Paasche, è intermedio tra i due:

{\displaystyle \ P_{P}\leq P_{F}\leq P_{L}},
e costituisce pertanto una buona approssimazione ad un indice del costo della vita.

### Numeri indice multilaterali
Gli indici multilaterali esprimono le variazioni di intensità di un fenomeno tra più momenti o luoghi. Ne sono esempi tipici gli indici che esprimono:
- il variare dei prezzi di anno in anno, oppure di mese in mese, in un paese;
- il diverso livello dei prezzi che si registra in uno stesso momento in più paesi.

In entrambi i casi, il problema principale risiede nel fatto che nessuno degli indici finora menzionati supera il test di transitività. Ne segue che:
- nel caso di prezzi variabili nel tempo, l'uso di indici a base fissa e a base mobile conduce a risultati diversi. Ad esempio, la variazione dei prezzi dal tempo 0 al tempo 2 calcolata confrontando direttamente i prezzi finali con quelli finali risulta diversa da quella calcolata moltiplicando l'indice da 0 a 1 per quello da 1 a 2;
- nel caso di prezzi variabili nello spazio, se i prezzi del paese A risultano pari a 1,10 volte quelli del paese B, e quelli di B pari a 1.05 volte quelli del paese C, non se ne può concludere che i prezzi di A sono pari a 1,155 volte quelli di C.[6]

Non esiste una soluzione teoricamente perfetta; sono stati infatti definiti test per gli indici multilaterali analoghi a quelli definiti per gli indici bilaterali, ma nessun indice li supera in modo adeguato, e non vi è consenso generale sul miglior approccio multilaterale.
Il problema viene risolto, nella concreta operatività, scegliendo tra base fissa e base mobile per fenomeni variabili nel tempo, indici diversi da quelli richiamati sopra per fenomeni variabili nello spazio. Le scelte privilegiano l'omogeneità dei criteri seguiti da paesi diversi, in modo da consentire confronti internazionali ragionevolmente fondati.

## I numeri indice nella pratica

### Indici di borsa
Gli indici di borsa esprimono la variazione nel tempo dei prezzi di un paniere di titoli. Tra i più importanti vi sono:
- Dow Jones: media dei prezzi delle azioni delle 30 maggiori aziende industriali statunitensi, corretta in modo da tener conto di operazioni sul capitale (aumenti di capitale, scissioni, fusioni ecc.);
- FTSE Italia Mid Cap: calcolato ogni minuto sulla base dei prezzi di tutte le azioni quotate sul Mercato Telematico Azionario, ponderati secondo la capitalizzazione;
- FTSE MIB: calcolato ogni 30 secondi sulla base dei prezzi di 40 titoli quotati sui mercati organizzati e gestiti da Borsa Italiana, ponderati secondo la capitalizzazione; la scelta dei 40 titoli, rivista periodicamente, viene effettuata sulla base della capitalizzazione, del flottante e della liquidità.

### Prezzi al consumo
In Italia e negli altri paesi dell'Unione europea gli indici dei prezzi al consumo sono finalizzati a misurare la variazione pura dei prezzi nel corso del tempo, indipendentemente da variazioni nelle quantità consumate e nella qualità dei prodotti. Essi forniscono quindi una misura dell'inflazione al consumo e non sono, propriamente, indici del costo della vita.
L'Italia usa dal 1999 l'Indice di Laspeyres concatenato. L'indice di Laspeyres presenta vantaggi sul piano operativo, in quanto i prezzi vengono ponderati con le quantità del tempo base; altri indici, come quello di Paasche (e quello di Fisher, media dei due), userebbero come pesi le quantità al tempo corrente e, essendo lunga e onerosa le misura delle quantità, non potrebbero essere elaborati tempestivamente. La misura delle quantità, inoltre, dovrebbe essere ripetuta ogni mese. L'indice di Laspeyres concatenato, invece, viene sì calcolato mensilmente, ma si usano come quantità quelle rilevate al dicembre dell'anno precedente; l'aggiornamento delle quantità (cosiddetto «ribasamento») può quindi essere effettuato una sola volta l'anno.
Il concatenamento consente inoltre di mitigare la distorsione da sostituzione, in quanto il ribasamento annuale consente di tenere conto delle minori quantità consumate di quei beni il cui prezzo sia aumentato più di quello di altri.
In Italia si elaborano a fini interni:
- l'indice dei prezzi al consumo per l'intera collettività nazionale (NIC);
- l'indice dei prezzi al consumo per le famiglie di operai ed impiegati (FOI).

Si elaborano inoltre per Eurostat, secondo standard comuni a tutti i paesi europei:
- l'indice dei prezzi al consumo armonizzato (IPCA).

Eurostat produce a sua volta i seguenti indici, che sono medie ponderate secondo la spesa per i consumi finali degli IPCA trasmessi dai diversi paesi interessati:
- l'indice dei prezzi al consumo dell'Unione monetaria (IPCUM, limitato all'area dell'euro);
- l'indice europeo dei prezzi al consumo (IPCE, esteso a tutta l'Unione europea, compresi Danimarca e Regno Unito);
- l'indice dei prezzi al consumo per l'area economica europea (IPCAEE, ulteriormente esteso a Islanda e Norvegia).

### Prezzi alla produzione dei prodotti industriali
L'indice dei prezzi alla produzione dei prodotti industriali è, a differenza dei precedenti, un indice di Laspeyres a base fissa (2000=100). Viene calcolato rilevando i prezzi di 1.102 prodotti presso un campione di 3.667 imprese.

### Parità dei poteri d'acquisto
Lo scopo delle parità dei poteri d'acquisto è quello di consentire confronti tra i livelli dei prezzi in luoghi diversi. Ad esempio, nel calcolo degli indici di prezzo europei IPCE e IPCAEE gli indici IPCA comunicati dai vari paesi vengono ponderati secondo la spesa per consumi finali rilevata in ciascuno di essi; non vi sono problemi per la zona dell'euro, ma i dati della contabilità nazionale di altri paesi sono espressi in altre valute (corona danese, sterlina, corona islandese e corona norvegese).
Per rendere omogenei i dati non si possono usare i normali tassi di cambio, che trovano applicazione negli scambi di beni e servizi tra paesi e risultano inadeguati per esprimere in altre valute il prezzo di beni o servizi esclusi da tali scambi (ad esempio, non si possono esportare l'istruzione o un taglio di capelli).
È inoltre necessario individuare indici che superino il test di transitività. In ambito OCSE e nell'Unione europea si usa il metodo EKS, che si svolge in più fasi: calcolo di PPA elementari non transitive, calcolo di PPA elementari transitive, calcolo di PPA aggregate non transitive, calcolo di PPA aggregate transitive.

### Aggregati a prezzi costanti
L'andamento nel tempo degli aggregati della contabilità nazionale risente non solo della variazione dei volumi, ma anche di quella dei prezzi. Si pone quindi il problema di determinare la crescita reale dei diversi aggregati, depurandola dall'inflazione.
In passato l'ISTAT utilizzava indici di volume a base fissa, ma dal 2006 usa indici di volume a base mobile concatenati.
Con riguardo ad un generico aggregato X, si moltiplica il suo valore a prezzi correnti nell'anno base (il 2000 per l'ISTAT) per l'indice di Laspeyres di volume concatenato; ad esempio, per il 2007:
{\displaystyle \ X_{2000}\cdot \prod _{t=2001}^{2007}L_{t-1,t}^{V}=X_{2000}\cdot L_{2000,2001}^{V}\cdot L_{2001,2002}^{V}\cdot \dots \cdot L_{2006,2007}^{V}}